# Tredje folkungaupproret
Folkungaupproret (ibland Tredje folkungaupproret) var ett uppror 1278–1280 mot den svenska kungen Magnus Ladulås, lett av folkungar.
Upproret förefaller ha börjat i trakten av Skara, under ledning av Johan Filipsson (Aspenäsätten) som redan under Valdemar Birgersson varit en orosstiftare. Andra ledare har pekats ut. däribland Magnus Ladulås egen marsk och riksråd, Karl Gustafsson.
Till en början var upproret lyckosamt: drottning Helvig tvingades söka skydd i ett kloster, drottningens far, Gerhard I av Holstein, togs till fånga och fördes till Ymseborg, och den danske riddaren Ingemar Nielsen, som stod kungen nära, dödades på borgen Gälakvist. Borgen i Jönköping belägrades. En trupp skall dessutom ha gått till angrepp mot Norge, och den norska ledungsflottan skall ha behövt sammankallas.
Enligt Erikskrönikan skall upproret ha avslutats när kungen tog till list och lyckades lura upprorsmännen till Gälakvist och fångade dem där. Under sensommaren 1280 avrättades Johan och hans bror Birger samt deras systerson Johan Karlsson. Även Valdemar Birgersson tycks ha blandats in på något sätt, och han fick för en tredje gång avsvära sig kronan.
Enligt Erikskrönikan skall upproret ha startat på grund av kung Magnus förkärlek för utländska män, och i synnerhet för hans uppskattning av herr Ingemar, som skall ha fått gifta sig med hans släkting.